# Romankenkius glandulosus
Romankenkius glandulosus is een platworm (Platyhelminthes). De worm is tweeslachtig. De soort leeft in of nabij zoet water in Australië.
Het geslacht Romankenkius, waarin de platworm wordt geplaatst, wordt tot de familie Dugesiidae gerekend. De wetenschappelijke naam van de soort werd, als Euplanaria glandulosa, voor het eerst geldig gepubliceerd in 1930 door Roman Kenk, als vervangende naam voor de ongeldig gepubliceerde naam Planaria striata Weiss, 1909.